# بلوو (اوهایو)
بلوو(به انگلیسی: Bellevue) شهری در ایالت اوهایو کشور ایالات متحده آمریکا است که جمعیت آن در سرشماری سال ۲۰۱۰ میلادی، ۸٬۲۰۲ نفر بوده‌است.